# Gobio hettitorum
Gobio hettitorum é uma espécie de Actinopterygii da família Cyprinidae.
Apenas pode ser encontrada no seguinte país: Turquia.
Os seus habitats naturais são: rios.
Está ameaçada por perda de habitat.